# Правонарушение публичного преследования (Германия)
Правонарушение публичного преследования (нем. Offizialdelikt) — расследуется прокуратурой по долгу службы (нем. von Amts wegen). В Германии к ним относятся все преступления и большинство проступков.
Примерами правонарушений публичного преследования являются такие преступления как убийство и грабёж. Из правонарушений это мошенничество, управление транспортным средством в нетрезвом виде.